# Herman Dams
Herman Dams (1963) is een Belgisch rechter en jeugdrechter aan de rechtbank van eerste aanleg en jeugdrechtbank van Antwerpen. Dams was voormalig advocaat en substituut en procureur des Konings van het gerechtelijk arrondissement Antwerpen.

## Levensloop
Hij studeerde rechten aan achtereenvolgens de UFSIA en de UIA te Antwerpen. Vervolgens was hij vier jaar actief als advocaat. In september 1991 ging hij aan de slag als substituut op het Antwerpse parket. In 1995 werd hij aangesteld als drugsmagistraat. Hierbij verwierf hij bekendheid als oprichter van de 'sectie georganiseerde misdaad' en als eerste (Antwerpse) substituut met een pc. Daarnaast begeleidde hij de 'sectie lokale misdaad'. In 2000 werd hij aangesteld als 'coördinator van de informatisering van het Antwerpse parket' en in 2004 kreeg hij de leiding van het politieparket toegewezen. In deze hoedanigheid nam hij deel aan de' werkgroep ter vereenvoudiging van de verkeerswet' van toenmalig Vlaams minister van mobiliteit Gilbert Bossuyt (sp.a).
In 2007 ging hij aan de slag als kabinetschef van Justitieminister Jo Vandeurzen (CD&V). Hij bleef in functie tot januari 2009, toen hij ontslag moest nemen naar aanleiding van beschuldigingen van drukuitoefening op magistraten in de Fortisaffaire. Hijzelf ontkende dit in de Fortis-onderzoekscommissie. Op 2 juli 2009 werd hij door de Hoge Raad voor de Justitie voorgedragen als nieuw procureur des konings van het gerechtelijk arrondissement Antwerpen. Zijn tegenkandidate was Diane Reynders, voormalig eerste subsitute van het arrondissement en huidig hoofd van de Dienst Strafrechtelijk Beleid.
Begin 2013 kwam hij opnieuw in de media nadat hij een storm van protest had gewekt door te stellen dat 'kleine criminaliteit even ontwrichtend is voor de samenleving als georganiseerde criminaliteit' naar aanleiding van het Patser-project waarbij politie en parket dure auto's van jonge kleine criminelen in beslag neemt. Hij wou hiervoor een soort kliklijn inzetten waarbij burgers verdachte onbekende die zich in hun straat begaven konden aangeven. Het protest werd onder andere mee vorm gegeven door Peter Terryn, Wouter Van Besien (Groen) en Bruno Tobback (sp.a).  Er werd hem onder andere verweten in te gaan tegen het federaal beleid. en discriminatie en stigmatisatie. Zo werd er onder meer door vijf personen van Marokkaanse origine een klacht ingediend bij het Centrum voor gelijkheid van kansen en voor racismebestrijding (CGKR). De procureur werd van zijn kant dan weer verdedigd door de Antwerpse burgemeester Bart De Wever (N-VA) en minister van Justitie Annemie Turtelboom (Open Vld).
Op 28 februari 2013 zette hij een stap opzij naar aanleiding van het heropende onderzoek door procureur-generaal Yves Liégeois naar de dood van Jonathan Jacob. Hij was in opspraak gekomen - na een Panorama-reportage op de VRT - nadat bleek dat hij persoonlijk tussenbeide gekomen was en informatie had achtergehouden. De jongen was hard aangepakt geweest door het Bijzondere Bijstandsteam in zijn cel en door interne bloedingen om het leven gekomen. Hij werd negen weken, tot 24 april 2013, vervangen in de dagelijkse leiding van het parket door eerste substituut Luc Festraets. Een jaar later, in april 2014 werd hij definitief opgevolgd als procureur des Konings. Begin 2015 nam hij een positie op als rechter en jeugdrechter aan de rechtbank van eerste aanleg en jeugdrechtbank van Antwerpen.